# Les Hauts-Buttés
Les Hauts-Buttés est un hameau, situé dans le département des Ardennes, il est actuellement intégré à la commune de Monthermé.

## Géographie
Le hameau, « quelques maisons semées au hasard dans la prairie », est situé au sommet d'un plateau  à environ 500 m d'altitude, au milieu d'une immense clairière dans la forêt, à 8 km de Monthermé qui n'est plus qu'à 150 m d'altitude. Cette clairière constituée de cultures, de prairies et de fagnes couvre 600 hectares.

## Histoire
Le territoire des Hauts-Buttés est le résultat de défrichements effectués au XVIe siècle et a été longtemps peu habité, d'une population vivant d'élevage, de quelques cultures et d'exploitation de la forêt : écorçage des arbres, coupes, charbon de bois. La route des Hauts-Buttés à Revin, aujourd'hui goudronnée, est un des exemples d'itinéraires à plat, terminés par un raide, permettant d'acheminer la production des faudeux ou charbonniers jusqu'à la Meuse, sur des chariots rudimentaires.
Inclus dans la principauté de Liège (État du Saint-Empire germanique), les Hauts-Buttés font partie des territoires cédés à la France en 1681, au Traité de Nimègue. Il revient sous l’autorité du roi d’Espagne en 1697, par le Traité de Ryswick, et  n'est rattaché définitivement au royaume de France qu'en 1769 (traité des limites signé à Versailles le 16 mai 1769). Le hameau figure sur la carte de Cassini.
En 1778, les habitants obtiennent du Conseil du Roi de France de pouvoir construire une chapelle dédiée au culte de saint Antoine de Padoue. L'autorisation est accordée le 7 juillet 1778, l'édifice est érigé la même année. 
En 1822, la chapelle bénéficie d'une restauration. Le territoire est érigé en paroisse en 1852.  Cette paroisse  regroupe les hameaux des Hauts-Buttés, Six Chênons et Vieux Moulins, soit à l'époque environ 330 habitants. De 1874 à 1877, grâce au curé Wimet, l'église actuelle est édifiée pour succéder à la chapelle construite en 1778, qui menace de s'écrouler.
En 1914-1918, placé rapidement derrière les lignes allemandes, c'est un lieu par lequel transitent des prisonniers évadés, aidés par la population. 
En 1944, le maquis des Manises est très proche. Un terrain de parachutages est mis en place au Nord-Est des Hauts-Buttés. C'est le premier terrain homologué en Ardennes par Londres. Le premier parachutage a lieu le 20 septembre 1943 : les résistants reçoivent en 8 containers, 342 explosifs, 34 mitrailleuses, 170 chargeurs, 20 revolvers, 124 grenades, 736 détonateurs, 22 plastics, 11 200 balles. Le 8 mai 1944, c'est 15 containers qui sont parachutés.
Le 13 juin 1944, les participants au pèlerinage annuel de St-Antoine de Padoue voient, horrifiés, une trentaine de leurs compatriotes gisant sur le trottoir, les mains attachés dans le dos. Ce sont des résistants du maquis capturés par les allemands, surveillés et malmenés par les troupes du Panzer-Regiment 36, un régiment commandé par Karl-Theodor Molinari.

## Lieux et monuments
L'église Saint Antoine des Hauts-Buttés est, depuis le XVIIIe siècle, un lieu de culte dédié à saint Antoine de Padoue, et est le siège d'un pèlerinage catholique romain en mai et juin de chaque année.

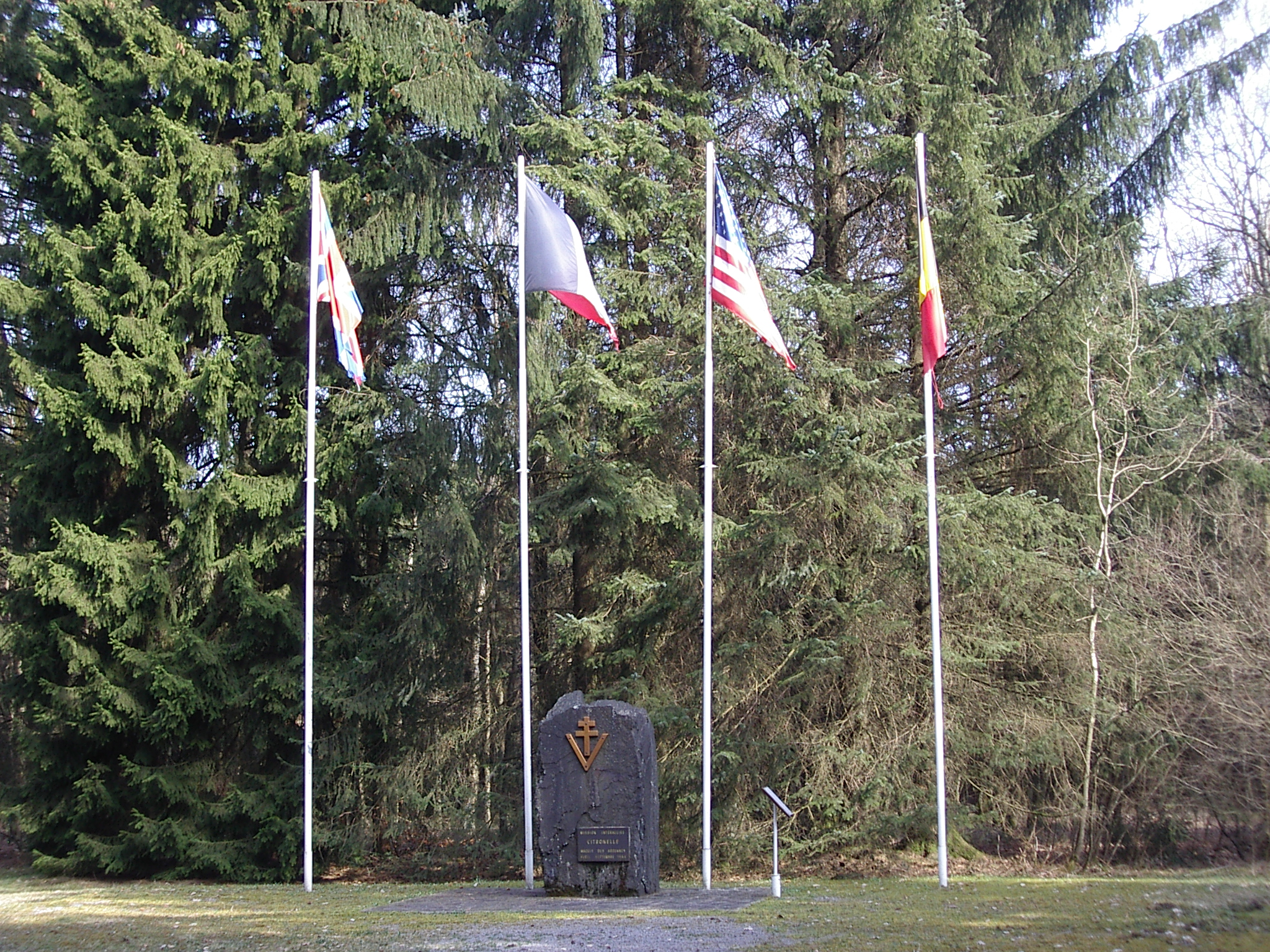
Mémorial à la Mission Citronelle.

## Activités économiques
- Un atelier de fabrication de meubles en bois massif.
- Une auberge dont le nom, Le Balcon en Forêt, est un clin d’œil à l’œuvre de Julien Gracq, qui était tombé sous le charme de ce hameau[7],[8].
- Un hospice.

## Le marais des Hauts-Buttés

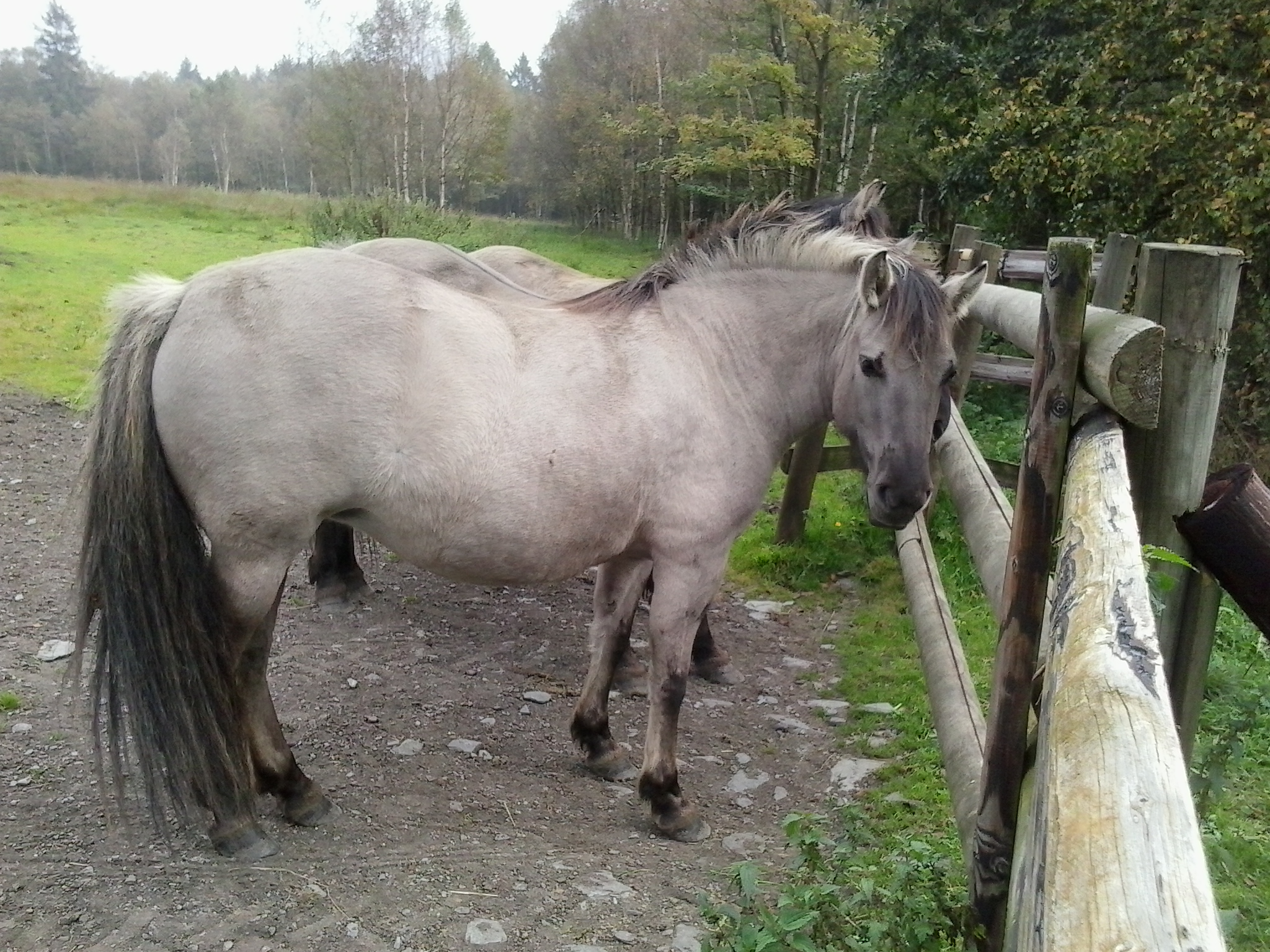
Équidé Konik Polski, sur le marais des Hauts-Buttés

Le marais des Hauts-Buttés est situé à proximité du hameau, légèrement en hauteur, au nord. C'est un des composants du site Natura 2000 «Tourbières du plateau ardennais» avec le marais d'Hargnies, la Croix Gillet, la Source de l'Ours et la Vallée de l'Ours. 
Depuis le XVIe siècle, ce marais a été longtemps un lieu de culture sur brûlis et d'extractions de tourbe. L'arrêt de ces activités au XXe siècle est à l'origine d'un envahissement herbacé et forestier. Des chevaux très rustiques, des koniks, ont été introduits  pour préserver ces terrains de l'emprise de la forêt.
La tourbière est un biotope où pousse une flore spécifique. À l'origine, les sphaignes ont trouvé dans le sol de ce marais, gorgé d'eau, un terrain idéal pour pousser, et s’accumuler : la sphaigne n’a pas de racines, elle pousse par son extrémité supérieure, et meurt par le bas, se transformant en tourbe. Ce tapis de mousse et de tourbe retient l'eau. Cette mousse aux pieds des marcheurs est constitué également de polytric élégant (ou Polytrichum formosum) et de fougères : Blechnum spicant, Dryopteris carthusiana, Pteridium aquilinum, Athyrium filix-femina, Dryopteris filix-mas, Oreopteris limbosperma, Phegopteris connectilis, Osmunda regalis, Polypodium vulgare, ... Les graminées qui poussent en buttes pour s’extraire de ce milieu aquatique sont constituées aussi de molinie, une plante envahissante qui risque de dominer ce terrain. D'autres plantes remarquables, la prêle des champs, les callunes, les linaigrettes vaginées, les linaigrettes à feuilles étroites, les canneberges, les droséras (plante carnivore), les orchis des sphaignes sont également présentes. Mais aussi des myrtilles, dont la cueillette et le commerce ont été pratiqués par le passé.
Parmi les essences forestières, arbres et arbustes, on peut citer les bouleaux pubescents, les aulnes glutineux, les saules à oreillettes et les saules rampants, les bourdaines, et les piments royaux.
En 1998, des chevaux de race Konik Polski ont été introduits sur le site afin de contenir le développement des ligneux et de stabiliser la végétation devenue envahissante à la suite de l'abandon humain du territoire grâce à un pâturage extensif,.